# Heves vármegye horgászvizeinek listája
Heves vármegyében 41 helyen engedélyezett a horgászat. A lista a tavakon kívül a horgászható folyókat, illetve patakokat is tartalmazza.

## Heves vármegye horgászvizeinek listája

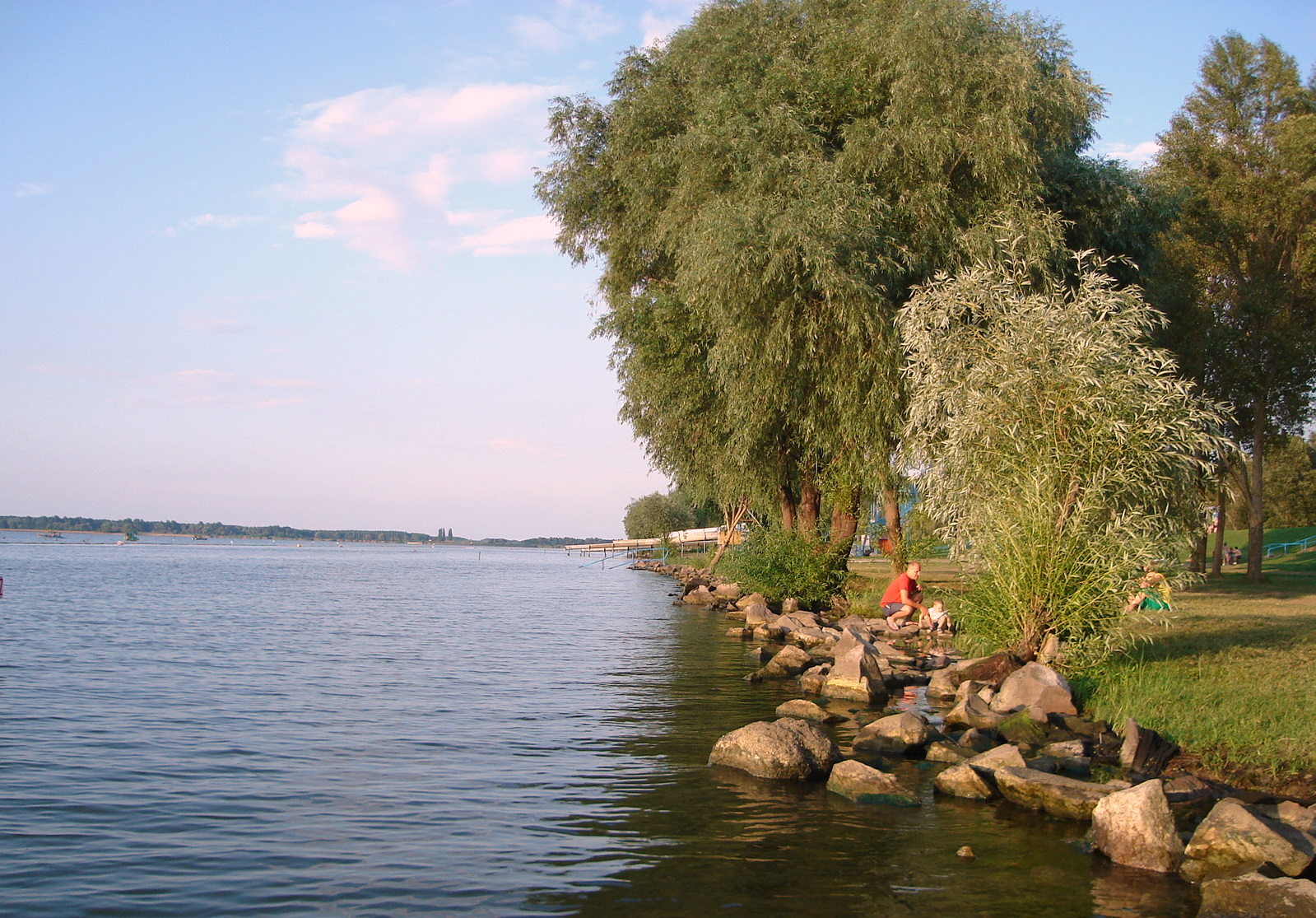
A Tisza-tó

Heves vármegye horgászvizei a következők:
- Adácsi horgásztó
- Alaszka horgásztó (területe 9,2 ha)
- Alatkai Horgász Sport Centrum
- Aldebrői Nagyhalas Horgásztó
- Besenyőteleki horgásztó
- Búzásvölgyi-horgásztó
- Deli-tó (Gyöngyös–nagyrédei víztározó
- Eger-patak
- Egerszalóki-tározó
- Fárasztó horgásztó
- Felsőtárkányi tó
- Forrás-tó (Váraszó)
- Füzesabonyi Kifog-Lak Horgásztó
- Gyöngyöspatai horgásztó
- Görbeéri-tó, A-Beton tó (Hatvan)
- Jászsági-főcsatorna
- Kiskataréti víztározó
- Kiskörei-duzzasztómű
- Kőházi-tavak
- Lak-völgyi tó (Bélapátfalva)
- Laskó-patak
- Lőrinci-tó
- Markazi-víztározó, Markaz
- Mátravidéki Erőmű-tó
- Mátravíz horgásztó
- Nagyrédei horgásztó
- Nagyvisnyói horgásztó
- Ostorosi víztározó
- Rab horgásztó
- Sás tó
- Selypi ülepítő
- Síkfőkúti tó
- Szalajkai-tó
- Széleskő-bánytó
- Szücsi Nagy-völgy tó
- Tisza-tó
- V.-ös Gáti tó
- Verpeléti víztározó
- Zaba tó
- Zagyva Selypi Duzzasztómű